# Franz Krautgasser
Franz Krautgasser (* 19. November 1920 in Hall in Tirol; † 4. Dezember 1985 in Hall) war ein österreichischer Maler.

## Leben
Von 1941 bis 1944 studierte Krautgasser Malerei an der Akademie der Bildenden Künste München bei Hermann Kaspar und an der Staatlichen Akademie für Angewandte Kunst in München. 1946/47 studierte er Malerei und Kunsterziehung an der Akademie der bildenden Künste Wien bei Gerda Matejka-Felden und Herbert Boeckl, schloss 1947 mit dem Diplom ab.
Zwischen 1948 und 1977 hatte er zahlreiche Lehraufträge an diversen höheren Mittelschulen in Tirol bzw. Innsbruck. 1956 erfolgte die Pragmatisierung und Verleihung des Professorentitels, 1975 erhielt er den Titel des Oberstudienrats.
Nach langjähriger Leukämie-Erkrankung verstarb Franz Krautgasser am 4. Dezember 1985. 

## Werk
Vom französischen Expressionismus geprägt, schuf Franz Krautgasser ein umfangreiches Œuvre, bestehend aus zahlreichen Stillleben, Veduten- und Landschaftsbildern, Porträts, Sakralbildern und Aktzeichnungen. Krautgassers Interesse an Abstraktion und kräftigen Farbkompositionen war eng verbunden mit seiner Experimentierlust an neuen Materialien, Farben und Formen. Er hinterließ zahlreiche Kohle- und Tuschezeichnungen, Ölgemälde, Aquarelle, Freskomalereien, Bilder in Mischtechnik (mit Tempera, Sand und Gips) sowie Lackbilder.  
Krautgassers Werke wurden als „lebendiger Ausdruck unserer Tage“ bezeichnet und er selbst als „Künstler, der fortan immer genannt werden muss, wenn über zeitgenössische Malerei Tirols gesprochen wird“.

## Ausstellungen
Franz Krautgasser stellte national und international aus, u. a. im Künstlerhaus Wien (Tiroler Kunstausstellung, 1951), im Ferdinandeum Innsbruck (Österreichische Graphik, 1952; tiroler kunst heute, 1964), im Französischen Kulturinstitut, Innsbruck (1956), auf der Interbau-Ausstellung im Berliner Hansa-Viertel (Neue Kunst im Raum der Kirche, 1957) und im Kunstpavillon im Hofgarten, Innsbruck (Einzelausstellung, 1960).